# Новотягловка
Новотягловка — деревня в составе Семилейского сельского поселения в Кочкуровском районе республики Мордовия.

## География
Находится у речки Вьяс на расстоянии примерно 13 километров по прямой на юг-юго-запад от районного центра села  Кочкурово.

## История
Основана в конце XVIII - начале XIX века переселенцами из села Старые Турдаки. В 1869 году учтена как казенная деревня Саранского уезда из 38 дворов.

## Население
Постоянное население составляло 85 человек (мордва-эрзя 98%) в 2002 году, 60 в 2010 году .

## Известные уроженцы
- Василий Сергеевич Брыжинский — эрзянский писатель, драматург и театровед.